# 阿弥陀寺 (高島市)
阿弥陀寺（あみだじ）は、滋賀県高島市新旭町旭にある真言律宗の仏教寺院。山号は、延命山（えんめいざん）。本尊は阿弥陀如来。

## 歴史
寺伝によれば、厩戸皇子の開基と伝わる。そして荒廃を繰り返したが、元亨2年（1322年）に律禅上人により中興される。また、建武3年（1336年）に足利尊氏の祈願寺になった。
元亀元年（1570年）には金ヶ崎の戦いの際、織田信長を狙撃し暗殺に失敗した杉谷善住坊が逃亡生活の際、この寺に潜伏中に近江高島郡の領主、磯野員昌により生け捕りにされ処刑された。

## アクセス
- JR湖西線新旭駅東口より徒歩2分

## 周辺
- 高島市役所
- JR新旭駅
- エスパ
- 新旭郵便局